# 拉佩爾河

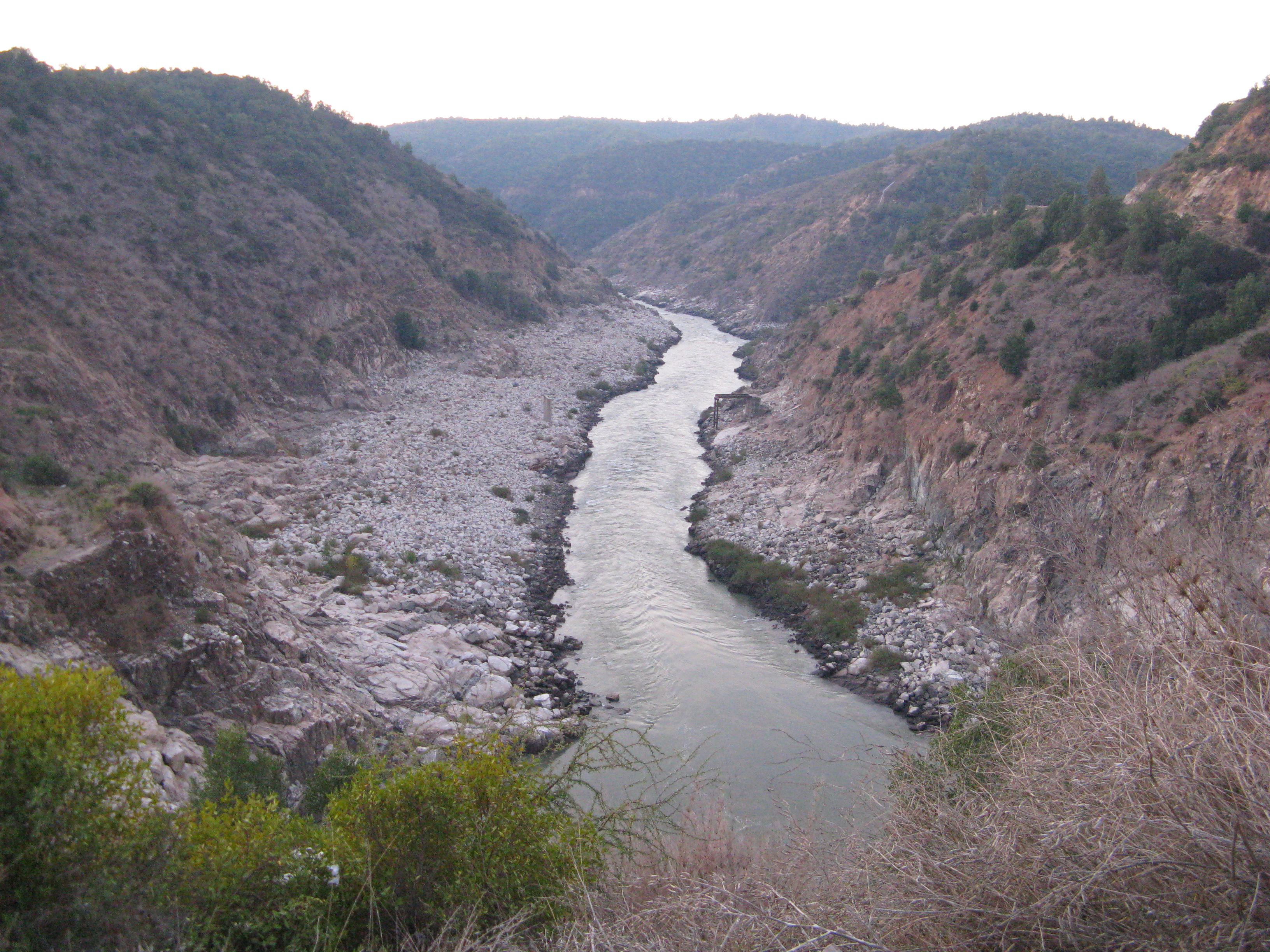
拉佩爾河

拉佩爾河（西班牙語：Río Rapel）是智利的河流，位於該國中部，由奧伊金斯將軍解放者大區負責管轄，流域面積13,695平方公里，由卡查波阿爾河和廷吉里里卡河匯流而成，最終注入太平洋。

## 外部連結
- Rapel River Map